# Białoruskie Towarzystwo Społeczno-Kulturalne w Polsce
Białoruskie Towarzystwo Społeczno-Kulturalne w Polsce – działająca od 26 lutego 1956 r. w Białymstoku organizacja krzewienia kultury, tradycji i historii białoruskiej na terenie Polski. Towarzystwo jest głównym organizatorem takich imprez jak: ludowe festyny, przeglądy piosenek, Ogólnopolski Festiwal Piosenki Białoruskiej, współorganizatorem festiwalu Dialogi Muzyczne w Mielniku. Białoruskie Towarzystwo Społeczno-Kulturalne aktywnie współpracowało z Sojuszem Lewicy Demokratycznej. Od 2022 roku funkcję przewodniczącego organizacji pełni Bazyli Siegień.